# Bożykwiat Meada
Bożykwiat Meada (Primula meadia L.) – gatunek rośliny należący do rodziny pierwiosnkowatych. Pochodzi z Ameryki Północnej. Jest uprawiany w wielu krajach jako roślina ozdobna, w Polsce dość rzadko.

## Nazewnictwo i systematyka
Gatunek tradycyjnie zaliczany był do rodzaju Dodecatheon (jako D. meadia L.), który okazał się zagnieżdżony w rodzaju pierwiosnek (Primula) i został w efekcie do niego włączony, a nowa nazwa tego gatunku to Primula meadia (L.) A. R. Mast & Reveal.

## Morfologia
PokrójBylina posiadająca pod ziemią bulwy. Nad ziemią tworzy cienki pęd kwiatowy o wysokości 30–70 cm i zebrane w przyziemną różyczkę liście.
LiścieSzerokoeliptyczne o ostrym wierzchołku, bezogonkowe, całobrzegie. Na szczycie pędu średniej wielkości
KwiatyZebrane w grono. Są to kwiaty promieniste o 5 płatkach silnie odgiętych do tyłu i dołem zrośniętych w rurkę. U typowej formy są ciemnoróżowe, ale istnieją odmiany o kwiatach w różnych odcieniach różowego koloru. Forma album posiada kwiaty białe. Nitki pręcików u podstawy wyposażone są w haczyki. Po przekwitnięciu nadziemny pęd obsycha.

## Uprawa
Nadaje się na rabaty do ogrodów naturalistycznych, leśnych i skalnych, najlepiej sadzić go w towarzystwie innych roślin. Może być też uprawiany na kwiat cięty. W polskich warunkach jest całkowicie odporny na przemarzanie. Może rosnąć w półcieniu. Wymaga próchnicznej, lekko zasadowej i stale wilgotnej gleby. Rozmnażać go najlepiej przez podział bulwy (po przekwitnięciu rośliny).

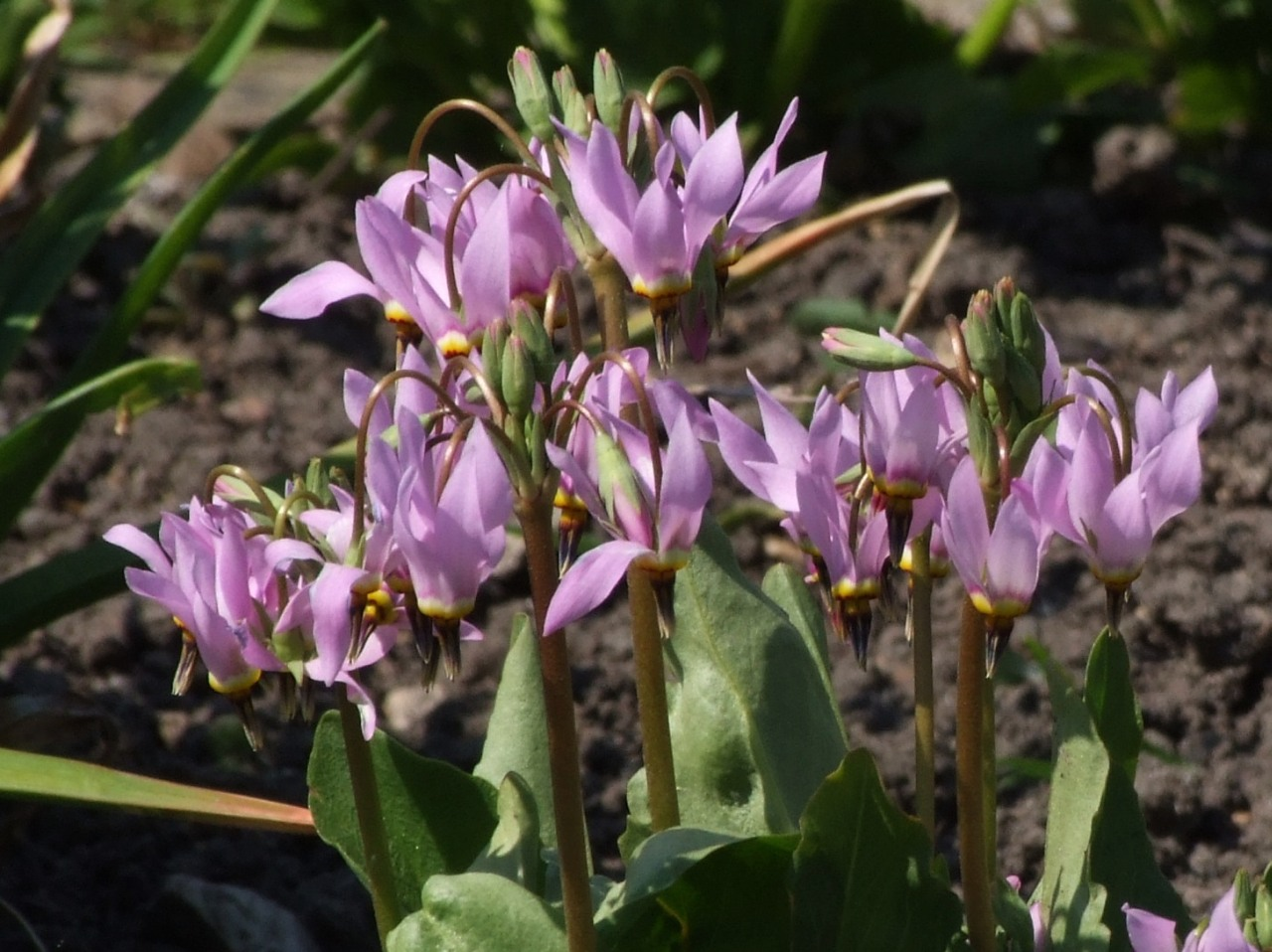
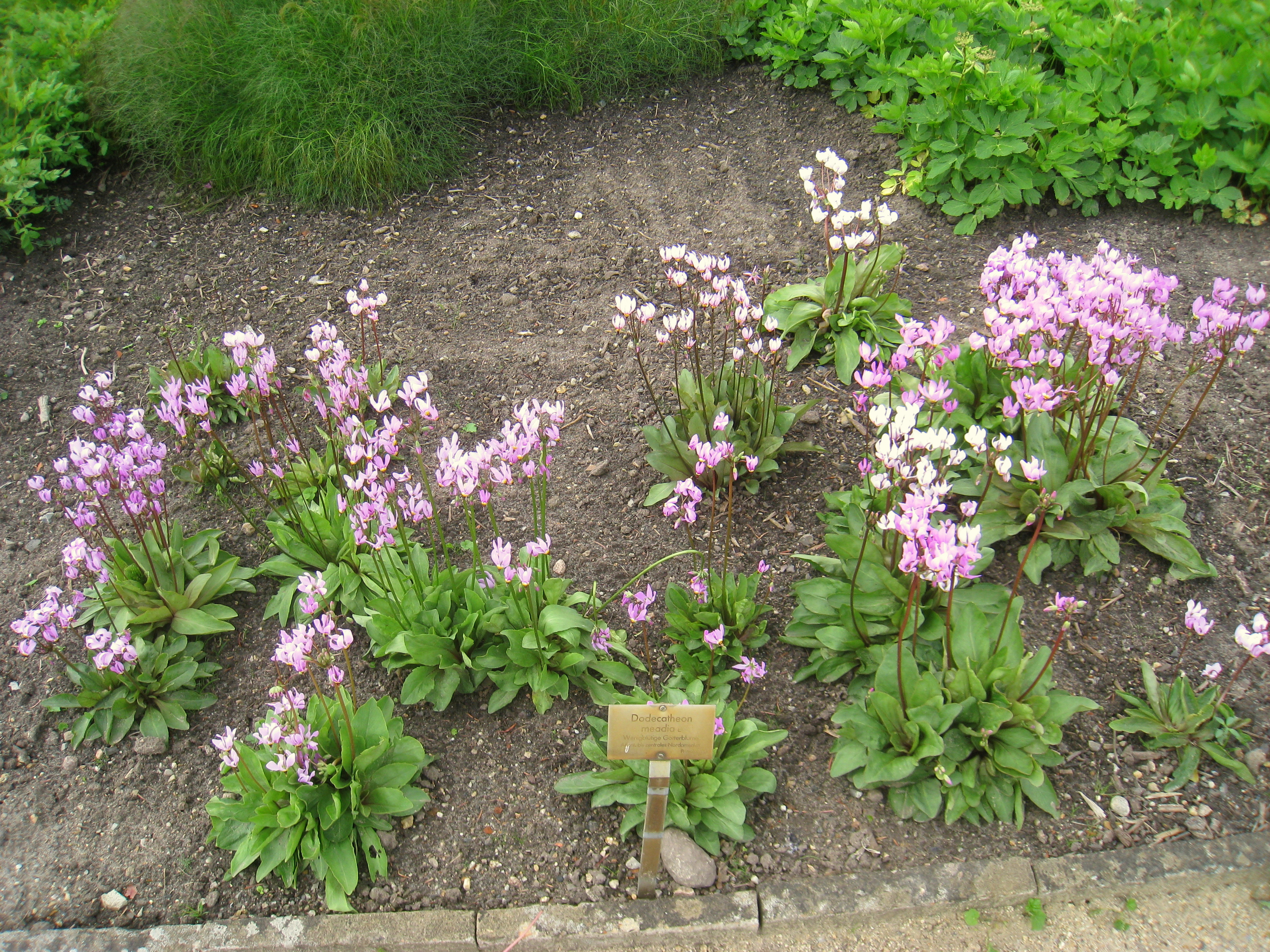
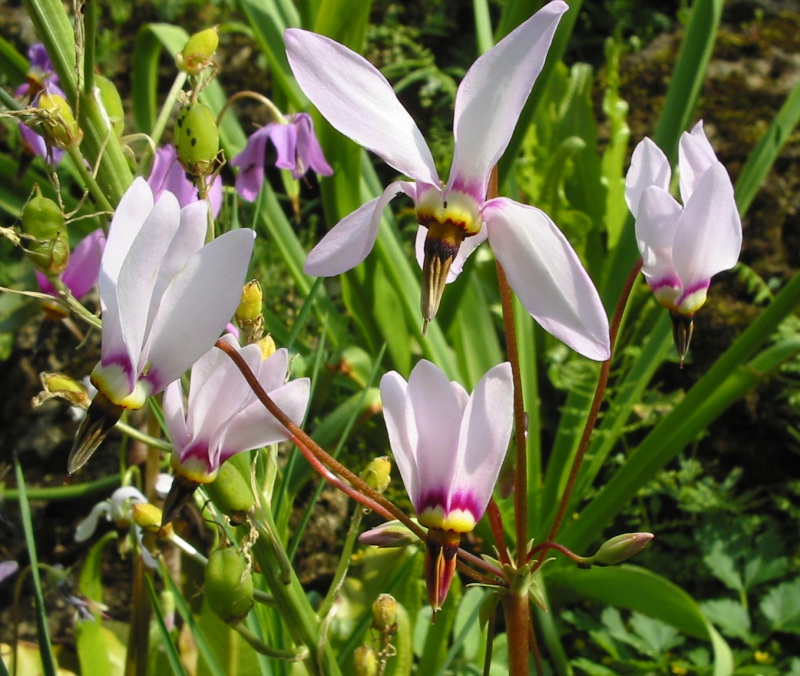